# Uffe (Wieda)
Die Uffe, in Thüringen Sachsengraben genannt, ist ein westlicher und orographisch rechter Zufluss der Wieda im Harz im niedersächsischen Landkreis Göttingen und im thüringischen Landkreis Nordhausen.

## Name
Der Name Sachsengraben leitet sich vom altsächsischen *Sahsaha ab, eine Kompositum mit dem Grundwort -aha für „Fließgewässer“ und dem Wort sahs für „Messer, Stein“.

## Verlauf
Die Uffe entspringt im niedersächsischen Südharz im Naturpark Harz. Ihre Quelle liegt im gemeindefreien Gebiet Harz des Landkreises Göttingen auf etwa 580 m ü. NHN auf dem Südhang des Großen Bockstalskopf (630 m), einem Nebengipfel des Ravensberg (659 m). In Quellnähe wird die Uffe von einem aus etwa 610 m Höhe kommenden Rinnsal gespeist.
Anfangs fließt die Uffe in Richtung Süden durch den Harz. Dann verläuft sie südostwärts durch die Kernstadt von Bad Sachsa. Unterhalb der Ortschaft passiert sie westlich den Sachsenstein, ein ehemaliges Korallenriff des Zechsteinmeers. Dort befindet sich am Einschnitt der von der Uffe unterquerten Bahnstrecke Northeim–Nordhausen die Ruine der Burg Sachsenstein (Sachsenburg).

Hiernach erreicht die Uffe südwärts das zu Bad Sachsa gehörende Dorf Neuhof. Von dort fließt an der Bach, ab dem Wechsel vom niedersächsischen Naturpark Harz in den thüringischen Naturpark Südharz, als Sachsengraben weiter nach Südosten. Er durchfließt die zur Gemeinde Hohenstein gehörenden Dörfer Branderode und Obersachswerfen. In der Regel versickert der Bach dort im Gipskarst, bevor er unterhalb von Obersachswerfen auf etwa 236 m Höhe den Zorge-Zufluss Wieda erreichen kann

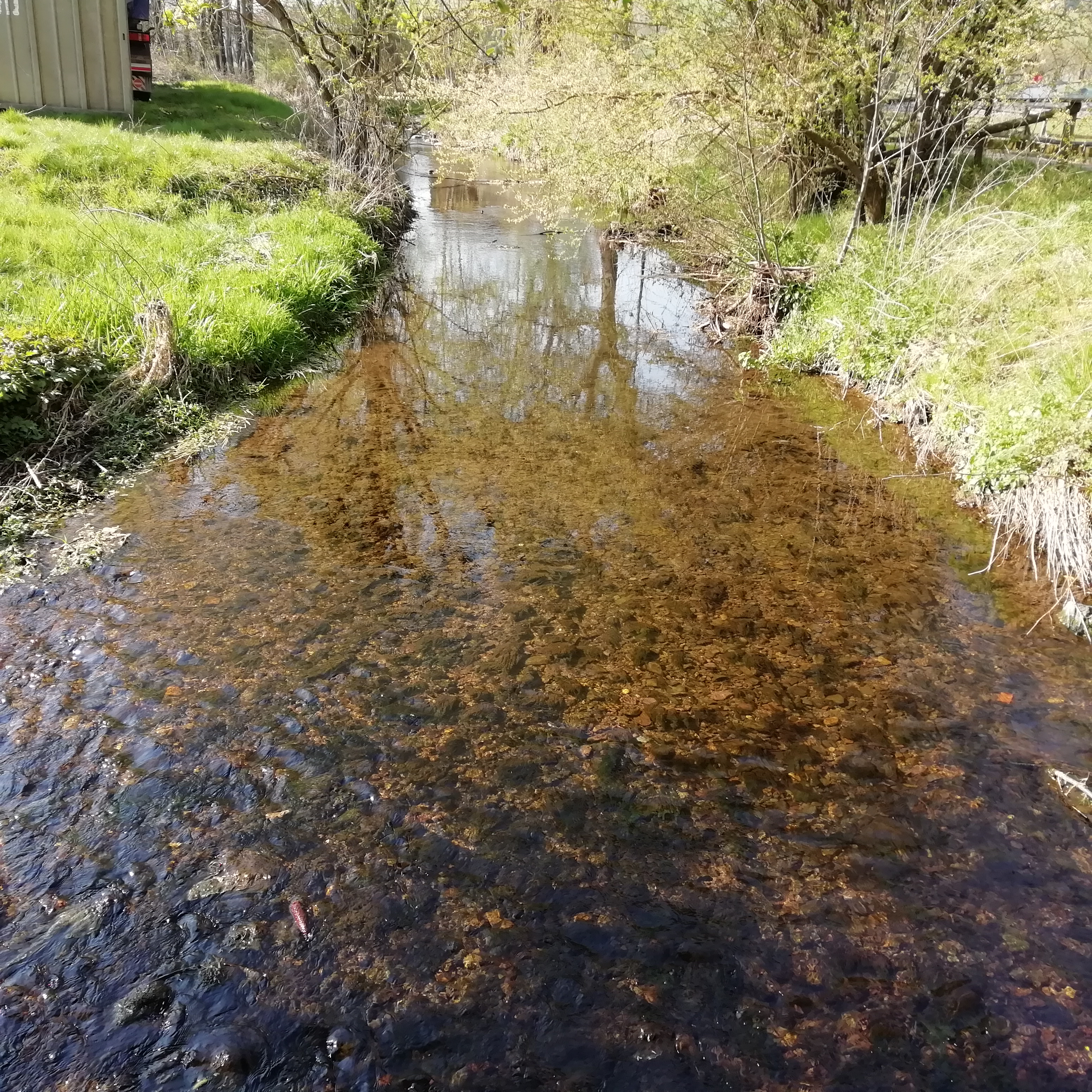
Der Sachsengraben in Branderode.

## Klettenberger Mühlgraben
Im 17. Jahrhundert wurde unterhalb von Neuhof mittels eines dort errichteten Wehres der von der zur Wieda fließenden Bachachse (Uffe–Sachsengraben) abzweigende Klettenberger Mühlgraben angelegt. Das der Abzweigung dienende Wehr lag nahe der ehemaligen innerdeutschen Grenze, weswegen es 1961 aufgegeben und der Mühlgraben seiner Funktion beraubt wurde; in Wehrnähe liegt eine Kläranlage. Er leitete ursprünglich zur in die Ichte mündenden Uffe über und überwand die Wasserscheide beider Fließgewässer etwa in Nord-Süd-Richtung. Der Mühlgraben diente mit Hilfe einer Wasserkunst der Brauchwasserversorgung von Klettenberg und der Burg Klettenberg, die sich in der Südharzer Gipskarstlandschaft befinden, und dem Betrieb von mehr als zehn Wassermühlen. Vom Mühlgraben und von der Wasserkunst existiert fast nichts mehr.

## Gewässergüte
In Thüringen wird die Uffe (Sachsengraben) als „mäßig belastet“ (Gewässergüteklasse II) bewertet.